# Dasysyrphus kegali
Dasysyrphus kegali är en tvåvingeart som beskrevs av Violovitsh 1975. Dasysyrphus kegali ingår i släktet skogsblomflugor, och familjen blomflugor. Inga underarter finns listade i Catalogue of Life.